# Nurpaschi Kulajew
Nurpaschi Aburgkaschewitsch Kulajew (russisch Нур-Паши Абургкашевич Кулаев; * 28. Oktober 1980 in Engenoi, Noschai-Jurtowski rajon im Osten Tschetscheniens) ist ein tschetschenischer Terrorist und der einzige überlebende Geiselnehmer von Beslan (1.–3. September 2004). Sein Bruder Chanpaschi starb bei der Geiselnahme. Nurpaschi Kulajew wurde im Mai 2006 zu lebenslanger Haft verurteilt.

## Leben
Nurpaschi Kulajew wurde 1980 in Engenoi in Tschetschenien geboren. Seine Mutter (Ajmani) und sein Vater (Oburg-Hadsch) waren 1956 aus dem Exil in Kasachstan zurückgekehrt, wohin die Tschetschenen unter Josef Stalin deportiert worden waren. Nurpaschi wuchs mit seinen zehn Geschwistern auch in Engenoi auf.
Seine Mutter war auf einer Tabakplantage tätig, sein Vater war Sowchos-Arbeiter. Sein neun Jahre älterer Bruder Chanpaschi besuchte die Koranschule, was ihn möglicherweise dazu veranlasst hat, an der Geiselnahme von Beslan teilzunehmen. Nurpaschi besuchte die Hauptschule und machte eine Lehre als Tischler. Er war bis zu seiner Festnahme am 3. September 2004 arbeitslos.
Nachdem Chanpaschi Kulajew in der russischen Armee gedient hatte, gefolgt von seinem Bruder Nurpaschi, entschied er sich für ein Leben im Untergrund. Er kämpfte an Schamil Bassajews Seite in den Tschetschenienkriegen gegen die russischen Truppen. Bei einer Kontrolle an einem militärischen Kontrollpunkt verlor Chanpaschi seinen rechten Unterarm. Nurpaschi war bei den Rebellen in den Bergen, bei denen Chanpaschi lebte, als Wasserträger und Hilfskraft tätig. Chanpaschi wurde schließlich verhaftet, kam aber im Rahmen einer Amnestie im Jahr 2001 frei.
Nurpaschi Kulajew zog mit seinem Bruder Chanpaschi im Herbst 2003 in das inguschische Dorf Sagopschi. Dort lebten sie mit ihren Familien ungestört in einem kleinen Mietshaus. Nurpaschi mit Ehefrau und zwei Kindern, Chanpaschi mit Ehefrau und einem Kind. Am 15. Juni 2004 verließen die beiden Brüder das Dorf schlagartig und fanden in den letzten wenigen Wochen vor der Geiselnahme Unterschlupf im benachbarten Dorf Psedach.

## Die Geiselnahme von Beslan
Nurpaschi Kulajew, der gegen Ende der Geiselnahme einem jungen Mädchen das Leben rettete, floh mit einer Gruppe von Geiseln aus dem Gebäude und versteckte sich hinter einem Lastkraftwagen der russischen Einheiten. Dort wurde er von Passanten, die das Massaker beobachtet hatten, hervorgezerrt und der Polizei übergeben. Er wurde verhaftet und beteuerte immer wieder vor laufender Kamera, er habe nicht auf Geiseln geschossen.

## Gerichtsverhandlung
Am 16. Mai 2006 um 10 Uhr begann in Wladikawkas der Gerichtsprozess gegen Kulajew. Er wurde in mehreren Punkten angeklagt, darunter Mord, versuchter Mord, Banditentum und Besitz von Waffen. Anfangs drohte der Prozess zu platzen, da man keinen Verteidiger für Kulajew fand. Schließlich wurde ein Pflichtverteidiger bestellt. Kulajew erschien, wie oft üblich in Russland, in einem Stahlkäfig vor seinem Richter Tamerlan Agusarow; er wirkte laut Augenzeugen mal betreten, mal abwesend, angeblich soll er auch einmal eingeschlafen sein.
Der Prozess dauerte mehrere Tage. Kulajew betonte immer wieder seine Unschuld. Es gab nur wenige Zeugen, die seine Unschuld bezeugten. Er selbst sagte aus, er hätte nicht auf Geiseln geschossen, da er selbst zwei Kinder habe. Zudem gab er an, dass die Terroristen den Auftrag von Schamil Bassajew und Aslan Maschadow erhalten hätten, um einen neuen Krieg im Kaukasus zu entfesseln. Daher wären die Kidnapper Ende August in einem Wald in Inguschetien zusammengerufen worden und hätten sich mit dem Plan der Geiselnahme vertraut gemacht.
Die Vorsitzende des „Komitees der Beslan-Mütter“, Susanna Dudijewa, zeigte Mitgefühl gegenüber dem Angeklagten und half ihm bei der Suche nach Informationen, die auf seine Unschuld hinweisen könnten. Der Richter sprach Kulajew jedoch schuldig und verhängte die Todesstrafe, die jedoch in Russland zwar ausgesprochen, aber nicht vollstreckt wird. Daher verbüßt Kulajew eine lebenslange Haft. Zunächst wurde er in die Haftanstalt auf der Insel Ognenny („Feuerinsel“) bei Belosersk in der Oblast Wologda gebracht, später in das Straflager Poljarnaja sowa („Schneeeule“) in Charp im Autonomen Kreis der Jamal-Nenzen.
| Personendaten    | Personendaten                                                                  |
| ---------------- | ------------------------------------------------------------------------------ |
| NAME             | Kulajew, Nurpaschi                                                             |
| ALTERNATIVNAMEN  | Kulajew, Nurpaschi Aburgkaschewitsch; Кулаев, Нур-Паши Абургкашевич (russisch) |
| KURZBESCHREIBUNG | tschetschenischer Terrorist und einziger überlebender Geiselnehmer von Beslan  |
| GEBURTSDATUM     | 28. Oktober 1980                                                               |
| GEBURTSORT       | Engenoi, Noschai-Jurtowski rajon                                               |